# Добровляны (Ивано-Франковский район)
Добровляны (укр. Добровляни) — село в Ивано-Франковской городской общине Ивано-Франковского района Ивано-Франковской области Украины.
Население по переписи 2001 года составляло 214 человек. Занимает площадь 5,2 км². Почтовый индекс — 77434. Телефонный код — 03436.